# Gyeplabda a 2004. évi nyári olimpiai játékokon
A 2004. évi nyári olimpiai játékokon a gyeplabdatornákat augusztus 14. és augusztus 27. között rendezték. A férfi tornán 12, a női tornán 10 válogatott szerepelt.
A tornán a házigazda Görögország a nemzetközi szövetség (FIH) döntése értelmében nem szerepelhetett. 2004. május 20-án elutasította a görög fellebbezést és szabad utat adott Dél-Afrika részvételének. Az FIH döntése majdnem három hónappal azután született meg, hogy a görög szövetség a sportdöntőbírósághoz fordult helyet követelve magának, mint rendező ország. A házigazdák képtelenek voltak kiharcolni az indulási jogot az FIH által biztosított két lehetőség közül valamelyiken is. Az első opció, hogy kvalifikálják magukat a 2003-as barcelonai európa-bajnokságra. Görögországnak ez nem sikerült. A második lehetőségük, hogy az olimpiai kvalifikáció legalacsonyabban rangsorolt csapatát, Kanadát legyőzik három mérkőzés során legalább kétszer. Kanada 2–0-ra nyerte a párharcot.

## Éremtáblázat
(Az egyes számoszlopok legmagasabb értéke, vagy értékei vastagítással kiemelve.)
| A 2004. évi nyári olimpiai játékok éremtáblázata gyeplabdában | A 2004. évi nyári olimpiai játékok éremtáblázata gyeplabdában | A 2004. évi nyári olimpiai játékok éremtáblázata gyeplabdában | A 2004. évi nyári olimpiai játékok éremtáblázata gyeplabdában | A 2004. évi nyári olimpiai játékok éremtáblázata gyeplabdában | Olimpia  |
| ------------------------------------------------------------- | ------------------------------------------------------------- | ------------------------------------------------------------- | ------------------------------------------------------------- | ------------------------------------------------------------- | -------- |
|                                                               | Ország                                                        | Arany                                                         | Ezüst                                                         | Bronz                                                         | Összesen |
| 1.                                                            | Németország (GER)                                             | 1                                                             | 0                                                             | 1                                                             | 2        |
| 2.                                                            | Ausztrália (AUS)                                              | 1                                                             | 0                                                             | 0                                                             | 1        |
|                                                               |                                                               |                                                               |                                                               |                                                               |          |
| 3.                                                            | Hollandia (NED)                                               | 0                                                             | 2                                                             | 0                                                             | 2        |
|                                                               |                                                               |                                                               |                                                               |                                                               |          |
| 4.                                                            | Argentína (ARG)                                               | 0                                                             | 0                                                             | 1                                                             | 1        |
|                                                               |                                                               |                                                               |                                                               |                                                               |          |
| Összesen                                                      | Összesen                                                      | 2                                                             | 2                                                             | 2                                                             | 6        |

## Érmesek

### Férfi torna
| A 2004. évi nyári olimpiai játékok érmesei férfi gyeplabdában | A 2004. évi nyári olimpiai játékok érmesei férfi gyeplabdában | A 2004. évi nyári olimpiai játékok érmesei férfi gyeplabdában | A 2004. évi nyári olimpiai játékok érmesei férfi gyeplabdában |
| --- | --- | --- | ------------------------------------------------------------- |
| Arany | Ezüst | Bronz |                                                               |
| Ausztrália (AUS) | Hollandia (NED) | Németország (GER) |                                                               |
| Michael Brennan Travis Brooks Dean Butler Liam De Young Jamie Dwyer Nathan Eglington Troy Elder Bevan George Robert Hammond Mark Hickman Mark Knowles Brent Lovermore Michael McCann Stephen Mowlam Grant Schubert Matthew Wells Ray Dorsett (Vezetőedző) | Matthijs Brouwer Ronald Brouwer Jerome Delmeé Geert-Jan Derikx Rob Derikx Marten Eikelboom Flois Evers Erik Jazet Karel Klaver Jesse Mahieu Teun de Nooijer Rob Reckers Taeke Taekema Klass Veering Guus Vogels Sander van der Weide Terry Walsh (Vezetőedző) | Clemens Arnold Sebastian Biederlack Christoph Brechmann Philipp Crone Eike Duckowitz Christoph Eimer Björn Emmerling Florian Kunz Björn Michel Sashcha Reinelt Justus Scharowsky Christian Schulte Tibor Weissenborn Timo Wess Matthias Witthaus Christopher Zeller Bernhard Peters (Vezetőedző) |                                                               |

### Női torna
| A 2004. évi nyári olimpiai játékok érmesei női gyeplabdában | A 2004. évi nyári olimpiai játékok érmesei női gyeplabdában | A 2004. évi nyári olimpiai játékok érmesei női gyeplabdában | A 2004. évi nyári olimpiai játékok érmesei női gyeplabdában |
| --- | --- | --- | ----------------------------------------------------------- |
| Arany | Ezüst | Bronz |                                                             |
| Németország (GER) | Hollandia (NED) | Argentína (ARG) |                                                             |
| Tina Bach Caroline Casaretto Nadine Ernsting Krienke Franziska Gude Mandy Haase Natascha Keller Denise Klecker Anke Kühn Heike Lätzsch Badri Latif Sonja Lehman Silke Müller Fanny Rinnie Marion Rodewald Louisa Walter Julia Zwehl Carola Morgenstern-Meyer (Vezetőedző) | Minke Booij Ageeth Boomgaardt Chantal de Bruin Mijntje Donners Miek van Geehuizen Sylvia Karres Lieve van Kessel Fatima Moreira de Melo Eefke Mulder Lisanne de Roever Maartje Scheepstra Janneke Schopman Clarinda Sinnige Minke Smabers Jiske Snoeks Macha van der Vaardt Marc Lammers (Vezetőedző) | Magdalena M. Aicega Mariela A. Antoniska Inés Arrondo Luciana P. Aymar Claudia I. Burkart Agustina S. García Marina E. di Giacomo Mariana A. González Oliva Alejandra L. Gulla María de la Paz Hernández Mercedes M. Margalot Vanina P. Oneto Cecilia Rognoni Marine Russo Ayelén I. Stepnik Paola Vukojicic Sergio Vigil (Vezetőedző) |                                                             |